# Николај Тихонов (космонаут)
Николај Владимирович Тихонов (рус. Николай Владимирович Тихонов; рођен 23. маја 1982. у Новомосковску, СССР) је инжењер и космонаут Роскосмоса. До сада није летео у свемир. Први пут ће полетети 11. марта 2017. године летелицом Сојуз МС-04 и боравиће на МСС као члан Експедиција 51/52 у трајању од око шест месеци.
Са женом Татјаном је у браку од 29. априла 2008. године и имају једно дете — ћерку Божену (2010). Као своје хобије Николај наводи фудбал, читање и вожњу аутомобилом.